# Stebonheath Park
Der Stebonbeath Park ist ein Fußballstadion mit Leichtathletikanlage in der walisischen Stadt Llanelli, Grafschaft Carmarthenshire. Es bietet Platz für 3700 Zuschauer. Der Hauptnutzer ist der ortsansässige Fußballverein AFC Llanelli, der hier seine Heimspiele austrägt. Neben dem Fußball werden zudem Leichtathletikveranstaltungen im Stadion ausgetragen.